# Terra Roxa (ort i Brasilien, Paraná, Tomazina)
Terra Roxa är en ort i Brasilien.   Den ligger i kommunen Tomazina och delstaten Paraná, i den södra delen av landet, 900 km söder om huvudstaden Brasília. Terra Roxa ligger 688 meter över havet och antalet invånare är 10 911.
Terrängen runt Terra Roxa är platt västerut, men österut är den kuperad. Närmaste större samhälle är Ibaiti, 15,9 km väster om Terra Roxa.
Omgivningarna runt Terra Roxa är huvudsakligen savann. Runt Terra Roxa är det glesbefolkat, med 8 invånare per kvadratkilometer.